# Chiautla de Tapia
Chiautla de Tapia est la principale ville et le chef-lieu de la municipalité de Chiautla, dans l'État de Puebla. Elle est située dans la partie sud-ouest de l'État, et appartient à la région économique de Izúcar de Matamoros et de la Mixteca Baja Poblana.

## Histoire
La seigneurie préhispanique prédominante dans la région était Chiyahutla, avec Cuetzallan, Ocotlán de Morelos et Tzontecomapan. Les Espagnols en prirent le contrôle fin 1520
Chiautla a connu plusieurs encomenderos, à commencer par Diego de Ordaz en premier lieu, Alonso de Grado, décédé en 1527, de sorte que l'encomienda serait attribuée à Diego Becerra de Mendoza, à la mort duquel, en 1533, le deuxième public la réclamerait pour le Couronne.
De commune en 1534, elle devient mairie à la fin de 1540 lors de la découverte de gisements d'argent.
Dans le rapport de 1571, il est mentionné que Chiautla possédait 16 ranchs sujets qui donnaient un total de 81 quartiers.